# Jerrold Marsden
Jerrold Eldon Marsden (Ocean Falls, Canadá, 17 de agosto de 1942 — Pasadena, Califórnia, 21 de setembro de 2010) foi um matemático canadense.
Dedicado à matemática aplicada, Marsden foi professor de engenharia e controle e sistemas dinâmicos no Instituto de Tecnologia da Califórnia (Caltech). Foi eleito Membro da Royal Society em 2006.

## Publicações

### Livros
- J. E. Marsden and A. Weinstein, Calculus Unlimited, Benjamin/Cummings (1981).
- J. E. Marsden and A. Weinstein, Calculus, I, II, III', 2a ed., Springer-Verlag (1985).
- J. E. Marsden, A. Tromba, and A. Weinstein, Basic Multivariable Calculus, Springer-Verlag (1992).
- J. E. Marsden and A. Tromba, Vector Calculus, 5a ed., W. H. Freeman and Company (2003).
- J. E. Marsden and M. Hoffman, Elementary Classical Analysis, 2a ed., W. H. Freeman (1993).
- J. E. Marsden and M. Hoffman, Basic Complex Analysis, 3a ed., W. H. Freeman (1998).
- A. J. Chorin and J. E. Marsden, A Mathematical Introduction to Fluid Mechanics, 3a ed., Springer-Verlag (1993).
- J. E. Marsden, Applications of Global Analysis in Mathematical Physics, Lecture Note Series, UC Berkeley Mathematics (1976).
- J. E. Marsden and M. McCracken, The Hopf Bifurcation and Its Applications, Applied Mathematical Sciences, 19 Springer-Verlag (1976).
- R. Abraham  and J. E. Marsden, Foundations of Mechanics, 2a ed., Addison-Wesley (1987).
- R. Abraham, J. E. Marsden, and T. S. Ratiu, Manifolds, Tensor Analysis, and Applications, Springer-Verlag (1988).
- J. E. Marsden, Lectures on Mechanics, Cambridge University Press (1992).
- J. E. Marsden and T. J. R. Hughes, Mathematical Foundations of Elasticity, Prentice Hall (1983); Relançado por Dover Publications (1994).
- J. E. Marsden and T. S. Ratiu, Introduction to Mechanics and Symmetry, Texts in Applied Mathematics, vol. 17, Springer-Verlag (1994).
- J. E. Marsden, G. Misiolek, J.-P. Ortega, M. Perlmutter, and T. S. Ratiu, Hamiltonian Reduction by Stages, Springer-Verlag (2007).